# Culaba
Culaba is een gemeente in de Filipijnse provincie Biliran op het gelijknamige eiland. Bij de laatste census in 2007 had de gemeente bijna 11 duizend inwoners.

## Geografie

### Bestuurlijke indeling
Culaba is onderverdeeld in de volgende 17 barangays:
| - Acaban - Bacolod - Binongtoan - Bool Central - Bool East - Bool West - Calipayan - Guindapunan - Habuhab | - Looc - Marvel - Patag - Pinamihagan - Culaba Central - Salvacion - San Roque - Virginia |

## Demografie
Culaba had bij de census van 2007 een inwoneraantal van 10.962 mensen. Dit zijn 544 mensen (4,7%) minder dan bij de vorige census van 2000. De gemiddelde jaarlijkse groei komt daarmee uit op -0,67%, hetgeen geheel afwijkt van het landelijk jaarlijks gemiddelde over deze periode (2,04%). Vergeleken met de census van 1995 is het aantal mensen met 1.741 (13,7%) afgenomen.

De bevolkingsdichtheid van Culaba was ten tijde van de laatste census, met 10.962 inwoners op 73,42 km², 149,3 mensen per km².